# Basay (Negros Oriental)
Basay is een gemeente in de Filipijnse provincie Negros Oriental. Bij de laatste census in 2007 had de gemeente bijna 23 duizend inwoners.

## Geografie

### Bestuurlijke indeling
Basay is onderverdeeld in de volgende 10 barangays:
| - Actin - Bal-os - Bongalonan - Cabalayongan - Cabatuanan | - Linantayan - Maglinao - Nagbo-alao - Olandao - Poblacion |

## Demografie
Basay had bij de census van 2007 een inwoneraantal van 22.713 mensen. Dit zijn 1.347 mensen (6,3%) meer dan bij de vorige census van 2000. De gemiddelde jaarlijkse groei komt daarmee uit op 0,85%, hetgeen lager is dan het landelijk jaarlijks gemiddelde over deze periode (2,04%).